# Gillis van Tilborch
Gillis van Tilborch est un peintre flamand baroque, né vers 1625 à Bruxelles et mort vers 1678 dans la même ville.

## Biographie
Gillis van Tilborch aurait été formé par son père puis par David Teniers le Jeune - dont il s'inspira dans ses œuvres - avant d'être admis à la guilde des peintres de Bruxelles en 1654, dont il devint le doyen en 1663. 
Il y ouvre un atelier qui reçoit de nombreux élèves. 
En 1666, il est chargé de la garde des collections de Tervueren ; de 1670 à 1671, il fait un séjour en Angleterre où il peint notamment The Tichborne Dole.
D'un style proche de celui de Gonzales Coques, il se spécialise dans les portraits de groupe et les scènes de genre : parmi d'autres œuvres, le Bénézit cite Noce de paysans flamands, Homme et femme buvant, Paysans festoyant, La salle d'auberge, Auberge de village, Paysan au cabaret lisant une lettre à une femme, Cabaret, Paysans à l'auberge, Flamand tenant un pot de bière, etc. 
En 1766, une de ces œuvres fut gravée en couleurs sous le nom de À la santé du roi par Jérôme Danzel (1755-1810 - collection personnelle). 

## Œuvres
- En France :

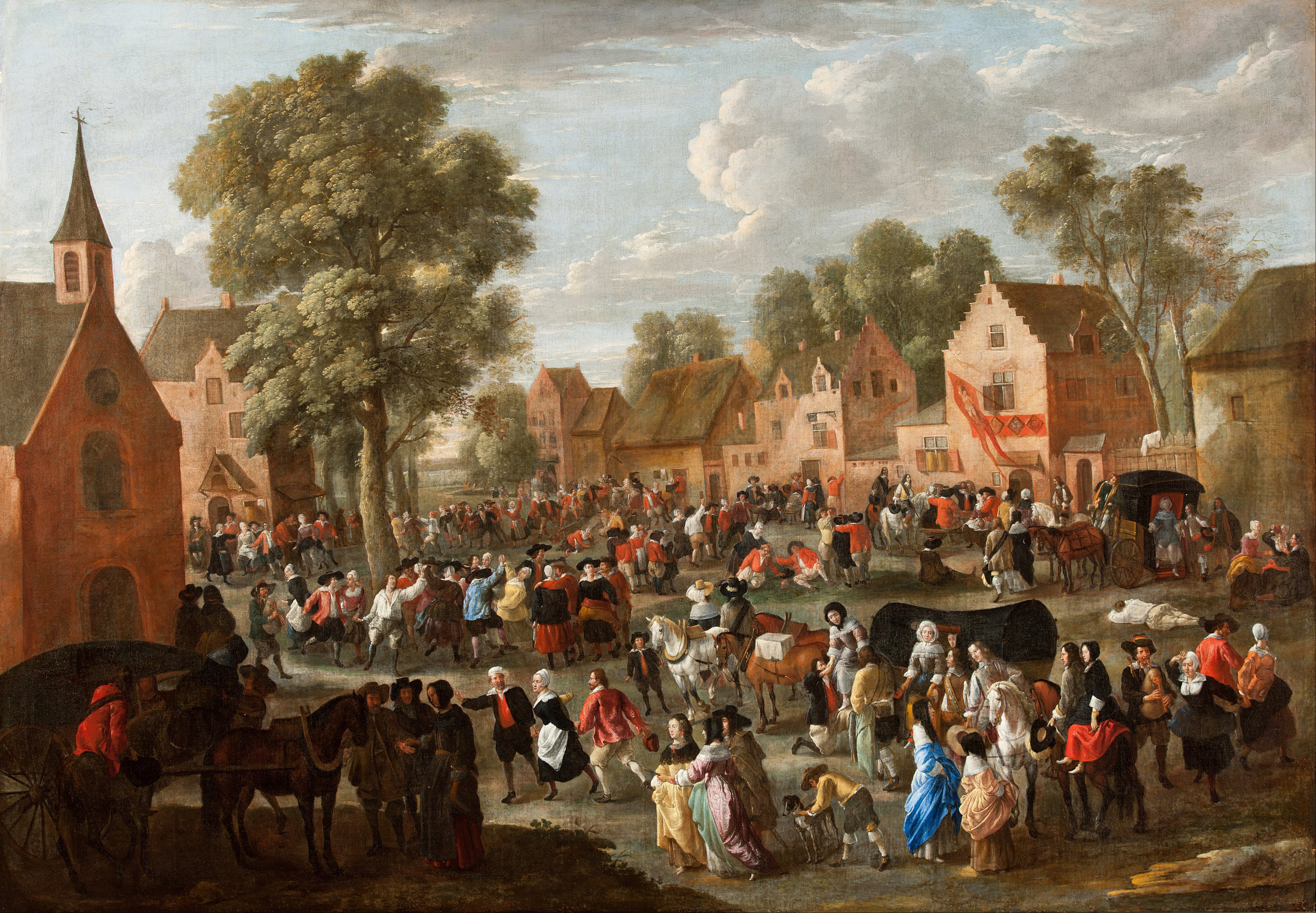
Kermesse de village, vers 1660, Musée national d'Australie-Méridionale

  - La Rencontre, huile sur toile, 112 x 190cm, Musée Jeanne d'Aboville, La Fère
  - Réunion familiale en plein-air, Musée du Louvre, Paris
  - Le Goûter de famille, Musée de l'Hospice Comtesse, Lille
  - Banquet Villageois, Musée des beaux-arts de Rouen, Rouen
  - Les avares, Musée de la Cour d'Or, Metz
  - Le goût, huile sur bois, Musée des beaux-arts de Dijon, Dijon
- À l'étranger :
  - Intérieur d'une galerie de peintures, Spencer Museum of Art, Lawrence
  - The Tichborne Dole, Tichborne House, Tichborne
  - Audience accordée à Claude de Ligne, Château de Belœil, Beloeil
  - Portrait de famille, Musées royaux des beaux-arts de Belgique, Bruxelles
  - Fête villageoise, Musées royaux des beaux-arts de Belgique, Bruxelles
  - Kermesse de village, Musée national d'Australie-Méridionale, Adélaïde